# Edward Douglass White junior

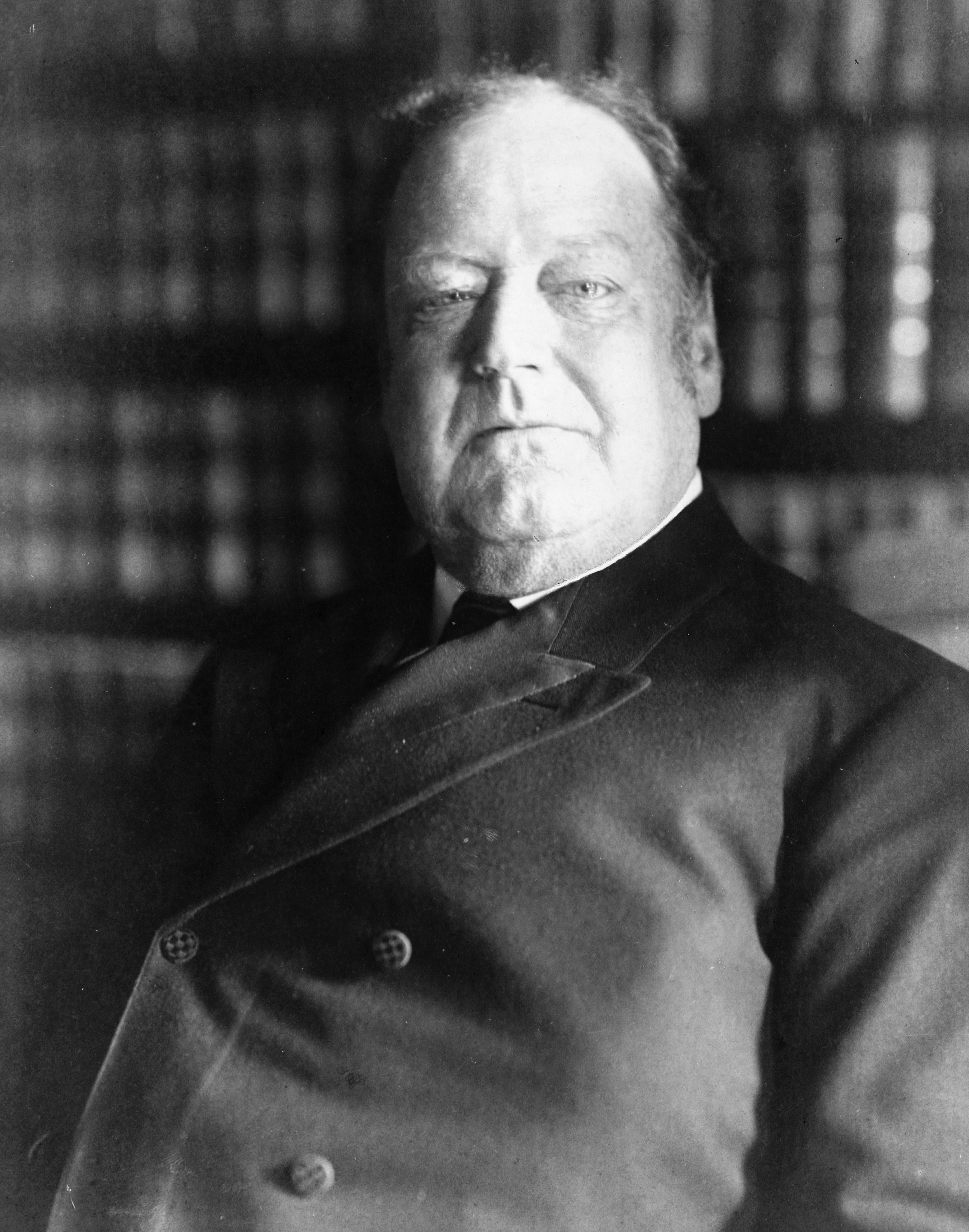
Edward Douglass White (1905)

Edward Douglass White junior (* 3. November 1845 bei Thibodaux im Lafourche Parish, Louisiana; † 19. Mai 1921 in Washington, D.C.) war ein amerikanischer Politiker (Demokratische Partei) und von 1910 bis zu seinem Tod Oberster Richter am Obersten Gerichtshof der Vereinigten Staaten.

## Frühe Jahre
White wurde 1845 im südlichen Louisiana geboren. Seine Familie betrieb dort eine große Rohrzuckerplantage mit angeschlossener Raffinerie. Unter seinen Vorfahren waren ein US-Marshal, ein Kongressabgeordneter und Anwalt. Sein Vater Edward Douglass White Sr. war ein ehemaliger Gouverneur von Louisiana und sein Großvater war der Kongressdelegierte James White. Nach der Schule besuchte er die Georgetown University in Washington. Sein Studium wurde durch den Ausbruch des Amerikanischen Bürgerkrieges unterbrochen. Er kehrte nach Louisiana zurück; wo er allerdings während des Kriegs war, ist unklar. In den Bürgerkriegsakten gibt es nur den Vermerk, dass er im März 1865 in Louisiana in Kriegsgefangenschaft geriet und bis April in New Orleans interniert war. Diese Akten weisen ihn als Leutnant eines Kavallerieregiments aus. Zum Zeitpunkt seiner Berufung an das oberste Bundesgericht war aber allgemein bekannt, dass er ein Offizier der Südstaatenarmee war.
Nach dem Krieg zog er sich zunächst auf die inzwischen verlassene und herrenlose Plantage zurück und begann sein Jurastudium. Nach seiner Zulassung als Anwalt ließ er sich 1868 in New Orleans nieder. Zwischenzeitlich war er kurzfristig im Senat von Louisiana (1870) und am obersten Gericht des Staates tätig (1879–1880). Zu dieser Zeit unterhielt er gute Beziehungen zu Gouverneur Francis T. Nicholls. Durch seine Mithilfe beim Verbot der Louisiana-Lotterie (ein korruptionsträchtiges Glücksspiel) erreichte er in seinem Heimatstaat einen hohen Bekanntheitsgrad.

## Politik

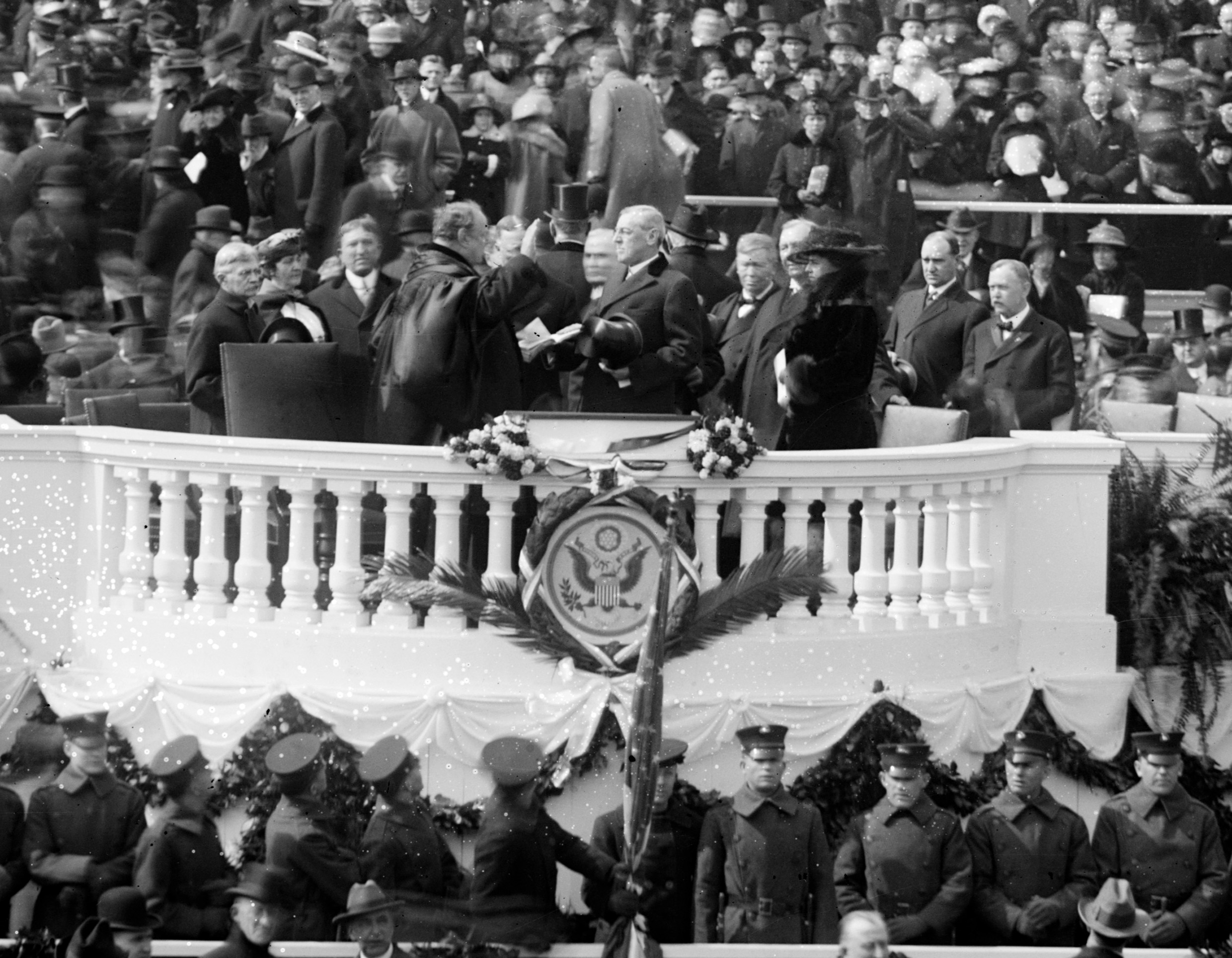
Edward Douglass White bei der Vereidigung von Woodrow Wilson am 4. März 1917

White vertrat ab 1891 seinen Bundesstaat als Senator im US-Kongress in Washington. Dieses Amt behielt er bis zu seinem Rücktritt am 12. März 1894. An diesem Tag wurde er von Präsident Grover Cleveland als Richter an den Obersten Gerichtshof der USA berufen. Nach dem Tod des obersten Richters Melville W. Fuller im Jahre 1910 berief ihn Präsident William Howard Taft zu dessen Nachfolger. Das kam ziemlich überraschend, weil niemand damit rechnete, dass der Republikaner Taft einen Demokraten für dieses Amt vorschlagen würde. Bis heute wird über die Gründe Tafts spekuliert. Einige Historiker halten es für möglich, dass Taft den 65-Jährigen nur deshalb ernannte, weil er auf eine nicht allzu lange Amtszeit von White hoffte, um das Amt später selbst übernehmen zu können. Genau das geschah auch 1921 nach Whites Tod. Als oberster Bundesrichter war White eher konservativ und unauffällig. Spektakuläre Urteile gab es während seiner Amtszeit wenige. 1916 erklärte er den Acht-Stundentag für Eisenbahnangestellte für verfassungskonform (Adamson Act). In seine Amtszeit fielen die Amtseinführungen der Präsidenten Woodrow Wilson und Warren G. Harding.

## Familie
White war seit 1894 mit Leita Montgomery Kent verheiratet. Er starb am 19. Mai 1921 und wurde auf dem Oak-Hill-Friedhof in Washington beigesetzt.